# Льодовиковий період (франшиза)
Франшиза «Льодовиковий період» охоплює серію з семи мультиплікаційних фільмів кіностудії Blue Sky Studios, що оповідає про пригоди Мамонта, Шаблезубого тигра, Лінивця і Білки в доісторичні часи: від Льодовикового періоду до Дрейфу континентів. Фільми із серії виходили в 2002—2016 роках. Планувалося створення анімаційного серіалу за мотивами серії фільмів.
Усього в рамках франшизи було випущено 5 повнометражних і 5 короткометражних мультфільмів (один з них вийшов у двох частинах), кілька відеоігор і близько 10 різних книг і коміксів. Нині на основі франшизи створено тематичний парк у рамках 20th Century Fox World, який відкрився в 2016 році. Парк розташований в розважальному комплексі «Genting Highlands» в Малайзії.

## Повнометражні мультфільми

### Льодовиковий період (2002)
Мультфільм був створений у 2002 році режисером Крісом Веджом і Карлосом Салданою.
Дата виходу в США — 15 березня 2002 року, в Україні — 15 серпня того ж року. Це був перший мультфільм з майбутньої серії фільмів «Льодовиковий період», який спочатку не планували як франшизу. Сюжет фільму розповідає про мамонта на ім'я Манфред (Менні), який вважає себе останнім вцілілим мамонтом на Землі.
20 000 років до н.е. Починається льодовиковий період. Щоб уникнути холоду, що наближається, тварини мігрують на південь. Однак деякі з них все-таки вирішують залишитися — самотній, похмурий мамонт Манфред, а також відчайдушний лінивець Сід. Випадково ця парочка натрапляє на людське дитинча. Вони вирішують повернути його людям і вирушають у подорож. По дорозі вони зустрічають шаблезубого хитрого тигра Дієґо, який викликається йти разом з ними. Але ніхто з героїв не міг собі уявити, які пригоди і колотнечі чекають їх на шляху до колонії людей.
- Бюджет: $ 59 000 000.

- Касові збори: $ 383 257 136.

### Льодовиковий період 2: Глобальне потепління (2006)
Наступна частина франшизи про пригоди тварин за часів льодовикового періоду. Після зйомок першого фільму режисер Кріс Уедж покинув проєкт, і режисерське крісло в сіквелі одноосібно зайняв Карлос Салдана.
Дата виходу в США — 1 березня 2006 року. В Україні мультфільм показувався з 30 березня того ж року.
За сюжетом фільму, шаблезубий тигр Дієго, мамонт Манфред, гризун Скрет і лінивець Сід дожили до глобального потепління. Стрімке паводок йде прямо до їх рідної долині і готується на довгі роки затопити всі околиці. Тепер відповідальним тваринам доведеться рятувати сусідів від потопу, що досить проблематично — будувати ковчег абсолютно не з чого, окрім як з талого снігу. Тому герої вирішуються на евакуацію. Переселення різноманітної живності в сухе місце пройде не менше метушливо, смішно і успішно, чим і минула операція по поверненню дитинчати в людську родину.
- Бюджет: $ 80 000 000.
- Касові збори: $ 660 940 780.

### Льодовиковий період 3: Ера динозаврів (2009)
Третя частина грандіозної кінофраншизи «Льодовиковий період», режисером якої знову став Карлос Салдана.
Дата виходу в США — 1 липня 2009 року. В Україні мультфільм вийшов в один день зі світовою прем'єрою. Це перший мультфільм з усієї франшизи, який транслювався в кінотеатрах у 3D-форматі.
До подій «Льодовикового періоду 3» життя головних героїв мультфільму зазнало деяких змін. Мамонти Манфред та Еллі очікують появу на світ свого дитинчати; шаблезубий тигр Дієґо впав у роздуми про те, чи не став він занадто «м'якотілим» в компанії своїх друзів; лінивець Сід, мріючи створити власне плем'я, зважився украсти кілька яєць динозавра. Відправившись рятувати Сіда, друзі потрапляють в таємничий рослинний світ, прихований під товщами льоду, де вони стикаються з динозаврами і агресивним навколишнім середовищем, а також знайомляться з мисливцем на динозаврів — ласицею на ім'я Бак.
Щуробілка Скрет (який знову випадковим чином став провиною глобальної проблеми, відкривши шлях у світ динозаврів) як і раніше ганяється за своїм горіхом, але цього разу у нього з'явився конкурент — білка Скретті. Але під час одержимої боротьби за горіх ці двоє закохуються одне в одного.
- Бюджет: $ 90 000 000.
- Касові збори: $ 886 686 817.

### Льодовиковий період 4: Континентальний дрейф (2012)
Четвертий мультфільм про пригоди мамонта Менні та його друзів. Карлос Салдана покинув режисерське крісло, але залишився у франшизі на правах продюсера. Новими режисерами стали Стів Мартіно і Майк Термаєр, які вже брали участь у попередніх фільмах як сценаристи.
Світова прем'єра мультфільму відбулася 26 червня 2012 року в Буенос-Айресі, Аргентина. Дата виходу в США і Великій Британії — 13 липня 2012 року. В Україні фільм вийшов на день раніше, 12 липня.
Після підземних пригод минуло сім років. Відбувся дрейф континентів. Головні герої мультфільму, відокремлені від зграї, змушені використовувати айсберг як пліт. Вони перетинають океан і потрапляють в невідомі їм раніше землі з екзотичними тваринами і піратами, вороже налаштованими до них. Скрет вдається отримати свій жолудь, але він переміщається в нові для нього землі.
- Бюджет: $ 95 000 000.
- Касові збори: $ 877 244 782.

### Льодовиковий період 5: Зіткнення неминуче (2016)
20 грудня 2013 року кінокомпанії 20th Century Fox і Blue Sky Studios оголосили про початок виробництва п'ятого фільму франшизи, світова прем'єра якого призначена на 14 липня 2016. У липні 2015 року на виставці Licensing Expo з'явився постер з назвою мультфільму — Ice Age 5: Collision Course.

## Короткометражні мультфільми

### Втрачений горіх (2002)
Перший короткометражний фільм із серії «Льодовиковий період», що оповідає про пригоди білки Скрет після подій першого повнометражного мультфільму. У 2004 році номінувався на премію «Оскар» за найкращий анімаційний короткометражний фільм.
- Дата виходу — 26 листопада 2002 року.
- У головній ролі — білка Скрет.

### Не час для горіхів (2006)
Другий короткометражний фільм із серії «Льодовиковий період», що продовжує оповідну лінію білки Скрет. У 2007 році номінувався на премію «Оскар» за найкращий анімаційний короткометражний фільм.
- Дата виходу — 14 вересня 2006 року.
- У головній ролі — білка Скрет.

### Сід, інструкція по виживанню (2008)
Третій короткометражний фільм із серії «Льодовиковий період».
- Дата виходу — 9 грудня 2008 року.
- У головній ролі — лінивець Сід.

### Скрет і континентальний злам (2010-2011)
Четвертий короткометражний фільм із серії «Льодовиковий період», що вийшов у двох частинах. Є приквелом до повнометражного мультфільму «Льодовиковий період 4: Континентальний дрейф», події якого розгортаються відразу після цього фільму.
- Дата виходу першої частини — 25 грудня 2010 року.
- Дата виходу другої частини — 16 листопада 2011 року.
- У головній ролі — білка Скрет.

### Льодовиковий період: Різдво мамонтів (2011)
П'ятий короткометражний фільм із серії «Льодовиковий період», спеціальний різдвяний випуск франшизи. У мультфільмі задіяні білка Скрет, шаблезубий тигр Дієґо, мамонти Еллі, Менні та Персик, лінивець Сід, а також опосуми Креш та Едді.
- Дата виходу — 24 листопада 2011 року.

### Космічна Скратастрофа (2015)
Шостий і останній короткометражний фільм із серії «Льодовиковий період». Є приквелом до повнометражного мультфільму «Льодовиковий період 5: Зіткнення неминуче».
- Дата виходу — 6 листопада 2015 року.
- У головній ролі — білка Скрет.

## Прийняття

### Прибутки
Усі чотири фільми, створені на загальному бюджеті $ 324 млн, заробили понад $ 2,8 млрд по всьому світу, що робить Льодовиковий період 13-ю найкасовішою кінофраншизою всіх часів, і другою за величиною касовою анімаційною франшизою у всьому світі після Шрека. Кожен фільм із серії був найкасовішим анімаційним фільмом року випуску, і серед восьми найкасовіших фільмів року випуску. 
| Фільм                                        | Дата випуску    | Касові збори | Касові збори   | Касові збори    | Бюджет    | Джерела |
| Фільм                                        | Дата випуску    | Україна      | Інші країни    | Світ            | Бюджет    | Джерела |
| -------------------------------------------- | --------------- | ------------ | -------------- | --------------- | --------- | ------- |
| Льодовиковий період                          | 15 березня 2002 | $ 206 423    | $ 383 050 713  | $ 383,257,136   | $ 59 млн  | [ 1 ]   |
| Льодовиковий період 2: Глобальне потепління  | 31 березня 2006 | $ 2 044 542  | $ 653 343 616  | $ 655,388,158   | $ 80 млн  | [ 2 ]   |
| Льодовиковий період 3: Ера динозаврів        | 1 липня 2009    | $ 2 837 355  | $ 883 849 462  | $ 886,686,817   | $ 90 млн  | [ 3 ]   |
| Льодовиковий період 4: Континентальний дрейф | 13 липня 2012   | $ 4 513 729  | $ 872 731 053  | $ 877,244,782   | $ 95 млн  | [ 4 ]   |
| Льодовиковий період 5: Зіткнення неминуче    | 22 липня 2016   | N/A          | N/A            | N/A             | N/A       | [ 5 ]   |
| Усього                                       | Усього          | $ 9 602 049  | $2 792 974 844 | $ 2 802 576 893 | $ 324 млн | [ 6 ]   |

### Критика та відгуки
| Фільм                                        | Rotten Tomatoes    | Metacritic        | IMDb |
| -------------------------------------------- | ------------------ | ----------------- | ---- |
| Льодовиковий період                          | 77% (164 відгуків) | 60% (31 відгуків) | 7.6  |
| Льодовиковий період 2: Глобальне потепління  | 57% (143 відгуків) | 58% (29 відгуків) | 6.9  |
| Льодовиковий період 3: Ера динозаврів        | 45% (158 відгуків) | 50% (25 відгуків) | 7.0  |
| Льодовиковий період 4: Континентальний дрейф | 37% (127 відгуків) | 49% (29 відгуків) | 6.7  |
| Льодовиковий період 5: Зіткнення неминуче    | N/A                | N/A               |      |

## Відеоігри
- Ice Age була випущена Ubisoft у 2002 році для Game Boy Advance.
- Ice Age 2: The Meltdown була випущена в 2006 році Sierra Entertainment для Wii, PlayStation 2, GameCube, Game Boy Advance, Nintendo DS, Xbox, і ПК.
- Ice Age: Dawn of the Dinosaurs була випущена Activision 30 червня 2009 року для ПК, Wii, DS, PS2, PlayStation 3 та Xbox 360.
- Ice Age Village — мобільна відеогра, була випущена Gameloft 5 квітня 2012 року для iPhone, IPAD, різних Android-пристроїв[16] і 24 квітня 2013 року на Windows Phone[17]. Гра дозволяє гравцям будувати селище, та допомагати персонажам із фільмів виконувати свої завдання. Гравець також може відвідати селища своїх друзів, грати в міні ігри та дивитися відео.
- Ice Age: Continental Drift — Arctic Games була випущена Activision 10 липня 2012 року для Wii, Nintendo 3DS, Nintendo DS та Xbox 360[18].
- Ice Age Online — free-to-play браузерна гра, пригодницький платформер. Виробляється Bigpoint Games для свого ігрового порталу. Бета-версія гри була запущена 10 липня 2012, де гравці виступають у ролі Сіда, який має врятувати загублених членів своєї зграї, розділених у результаті виверження вулкана[19].
- Ice Age Adventures — free-to-play гра, була випущена Gameloft 7 серпня 2014 року на iPhone, IPAD, IPod Touch, Android, Windows Phone та Windows 8[20].

## Мультфільми у хронологічному порядку
У хронологічній послідовності мультфільми розташовуються так:
- Льодовиковий період
- Втрачений горіх
- Льодовиковий період 2: Глобальне потепління
- Не час для горіхів
- Сід, інструкція по виживанню
- Льодовиковий період 3: Ера динозаврів
- Льодовиковий період: Різдво мамонтів
- Скрет і континентальний злам
- Льодовиковий період 4: Континентальний дрейф
- Космічна Скратастрофа
- Льодовиковий період 5: Курс до Зіткнення
- Льодовиковий період: Погоня за Яйцем
- Льодовиковий період: Пригоди Бака Вайлада
- Історія Скрета
- Кінця Кінцем
- Льодовиковий період 6: Замерзлий Фінал

## Персонажі
Основна стаття: Список персонажів серії мультфільмів «Льодовиковий період»